# Wetluga
Die Wetluga (russisch Ветлуга, Mari Вӱтла) ist ein 889 km langer linker Nebenfluss der Wolga im europäischen Teil Russlands.

## Verlauf
Die Wetluga entspringt bei Leninskoje westlich der Stadt Kirow in der gleichnamigen Oblast. Anfangs fließt sie vorwiegend in östliche und nordöstliche Richtungen, wendet sich aber bald nach Westen.
Sie durchfließt den nordöstlichen Teil der Oblast Kostroma, wo sie die Wochma aufnimmt. Wenige Kilometer vor Scharja biegt die Wetluga nach Süden ab. Noch vor der Stadt mündet die Bolschaja Schanga ein. Wenige Kilometer nach der Einmündung der Neja erreicht die Wetluga den nordöstlichen Teil der Oblast Nischni Nowgorod.
Bei der Stadt Wetluga wendet sich der Fluss für mehrere Dutzend Kilometer nach Südwesten, bevor er sich allmählich nach Südosten richtet. Er erreicht die Nordwestgrenze der Republik Mari El und nimmt die Juronga auf. Kurz darauf mündet die Wetluga bei Kosmodemjansk in den Tscheboksarsker Stausee der Wolga.